# Peromyscus sejugis
Peromyscus sejugis és una espècie de mamífer rosegador de la família dels cricètids. És endèmic de Mèxic. El seu hàbitat natural són els canyons amb sotabosc i cactus de diferents tipus. Està amenaçat per la presència de gats ferals en una de les dues illes que ocupa, la Isla Santa Cruz. El seu nom específic, sejugis, significa ‘sis jous’ en llatí.